# Mordellistena nana
Mordellistena nana là một loài bọ cánh cứng trong họ Mordellidae. Loài này được Motschulsky miêu tả khoa học năm 1860.

## Hình ảnh

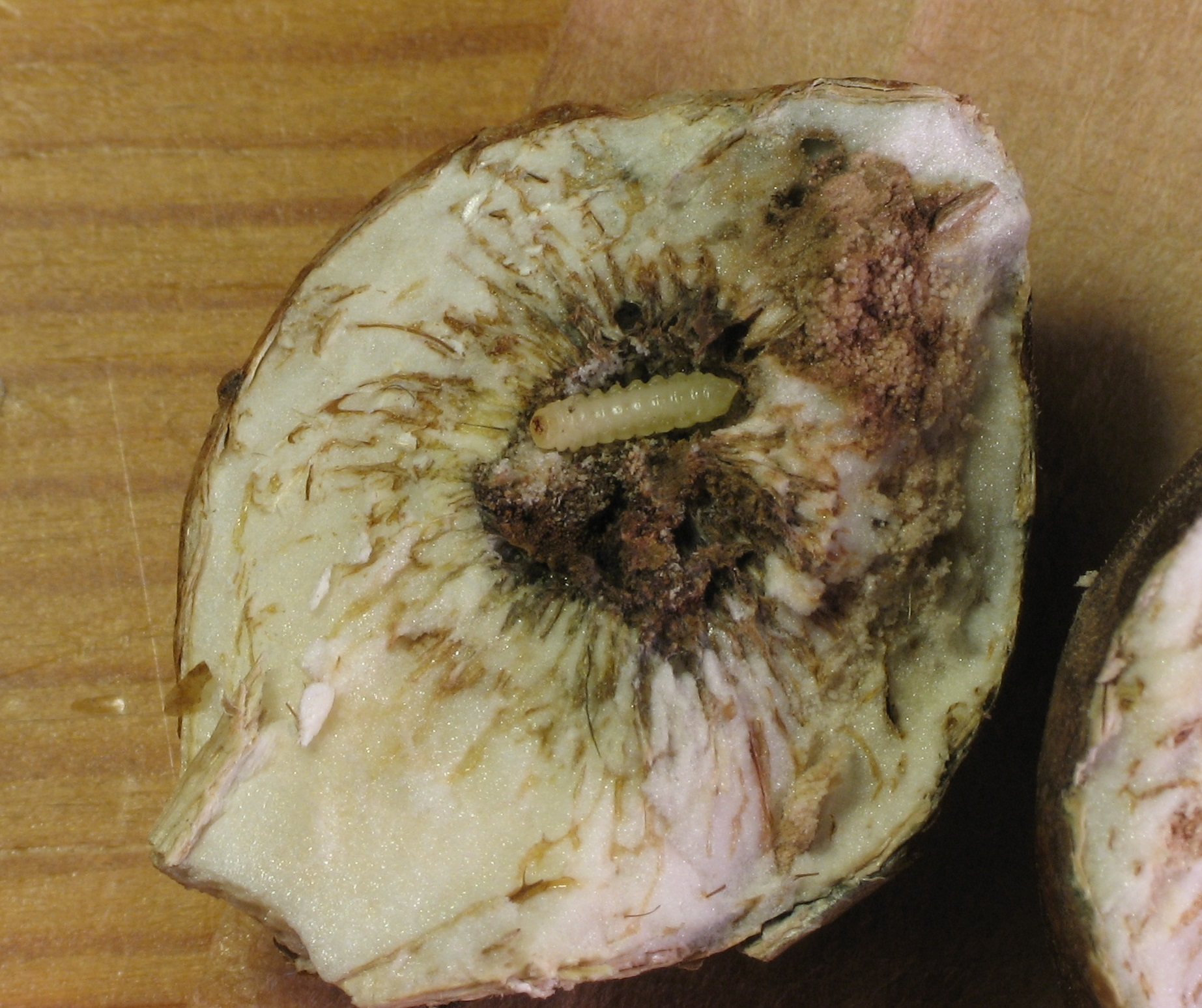